# 博多豚骨ラーメンズ
『博多豚骨ラーメンズ』（はかたとんこつラーメンズ）は、木崎ちあきによる日本のキャラクター小説作品。メディアワークス文庫（KADOKAWA）より2014年2月から2024年5月まで刊行された。正式な派生作品として2022年5月に刊行された『百合の華には棘がある』がある。
裏家業の人々がひしめく福岡県の博多で暮らす殺し屋たちの活躍が描かれている。
第20回電撃小説大賞にて大賞受賞。2018年11月時点で累計部数は37万部を突破している。
メディアミックスとして、秋野キサラによるコミカライズ版が『月刊Gファンタジー』（スクウェア・エニックス）にて2016年7月号から2017年6月号まで連載、さらに2017年9月号から2018年11月号にかけては長岡千秋の作画で『博多豚骨ラーメンズ 第2幕』が連載された。2017年10月にはテレビアニメ化が発表され、2018年1月から3月まで放送された。

## 登場人物
声はテレビアニメ版。舞台版のキャストは#キャストを参照。

### 博多豚骨ラーメンズ
馬場 善治（ばんば ぜんじ）
声 - 小野大輔
本作の主人公の一人。二塁手。博多で「馬場探偵事務所」を営む私立探偵。28歳。180cm。11月22日生まれ。日常的に博多弁を話す根っからの九州男児で、豚骨ラーメンと明太子が好物。趣味は野球で、チーム結成も彼の発案である。
裏の顔は腕利きの殺し屋「にわか侍」で、標的に同業者が多かったことから「殺し屋殺し」の異名で呼ばれる。このときは黒のスーツにオールバックのスタイルになり、正体を隠すために博多の伝統芸能にわかの半面と標準語でカムフラージュしている。
父子家庭で育ったが、高校生のときに殺し屋に襲われ父が死亡し、自らも重傷を負う。そのときに自分を助けた先代「にわか侍」を独力で探し当て弟子入りし、修行を経て通り名を引き継いだ。現在になって復讐を果たし殺し屋も廃業するつもりだったが、裏に黒幕が存在することを知り撤回している。
林 憲明（リン シェンミン）
声 - 梶裕貴
本作の主人公の一人。遊撃手。殺し屋の青年。19歳→20歳（小説第3巻）。7月20日生まれ(アニメ版では偽装データと思われる1997年11月24日のA型となっているがおそらく原作の設定には反映しない)。身長165cm。中国雲南省出身。本名は「林 貓梅（リン マオメイ）」。ロングの茶髪が特徴で、常に女装をしているが、これは趣味であり会話する際は男言葉を使っている。殺しの時はワンピースやフレアスカートに黒かグレイのロングブーツでお洒落して行くが、普段は女子高生風の格好をしている。
貧しい母子家庭で育ち、家族を助けるために9歳のときに自分自身を売り、殺し屋の養成機関で5年かけて殺しの技術を身につけた。2年前から多国籍マフィア「華九会」に雇われ、仕事の報酬の一部を故郷の家族に送っていたが、母親は5年前に既に死亡し、そのことを伏せられたまま組織の幹部に金を横取りされていた。また、唯一の肉親となった妹の僑梅（チャオメイ、声 - 石上静香）も殺害されたことから華九会に反逆、縁を切る。その後は妹の復讐を手伝ってくれた馬場への報酬である「明太子5年分」のため、探偵事務所に居候して彼の手伝いをしつつフリーの殺し屋として活動している。
主な得物はナイフに銃の機構を内蔵したナイフピストル。殺し屋の訓練を積んだ過程で日本語や英語も堪能。反面スポーツの経験はなかったためラーメンズ加入当初はエラーを連発していたが、練習と試合を重ね上達している。
斉藤（さいとう）
声 - 小林裕介
投手。3月10日生まれ。「マーダー・インク」の元社員。裏稼業とは無縁の人生を送っていたが、はずみで「マーダー・インク」に就職してしまった。根が善良なため殺人への踏ん切りがつかず、半年の研修を経て任された仕事に失敗し、東京本社から福岡支店に転勤という名の左遷で博多に移住する。着いて早々に他所の仕事に巻き込まれる、濡れ衣を着せられ指名手配されるなど散々な目に遭う。そのため「マーダー・インク」を抜け一からやり直すことを選び、佐伯の元で顔を変えてアルバイトをしながら再就職先を探す日々を送るものの、毎回のように犯罪に巻き込まれては林らに助けられている。
野球はかつて甲子園出場経験を持つほどの腕前だったが、死球で相手打者に重傷を負わせたことがトラウマとなりイップスに陥り、それ以来距離を置いていた。この経験を話したことが原因で裏社会に足を踏み入れるが、皮肉にもそのおかげでイップスを克服することになった。
ちなみに登場人物名としては「斉藤」と苗字だけ記されているがアニメ第2話で斉藤和樹と書かれている名刺が出てきている。
榎田（えのきだ）
声 - 小野賢章
中堅手。2月14日生まれ。博多を拠点とする情報屋。23歳。金髪に染めたマッシュルームカットが特徴の小柄な青年で、普段はネットカフェを拠点にしている。名前の由来は頭がエノキダケに似ていることからであり、本人は本名を伏せている。
本名は松田千尋（まつだ ちひろ）。政治家の家系に育ったが、反抗期をこじらせた結果8年前にハッキングが発覚し警察に逮捕された。隠蔽のため実家からも追い出されて博多に流れ着き、ハッカーとしての技術で裏社会を生き延び現在に至る。
金になるならば知人の個人情報も売るが、その情報が原因となった事件が起こった場合は仲間たちの手を借りて最低限のアフターケアをしている。
『百合の華には棘がある』では本来の身分に戻り、二世議員として政界に進出している。
ジロー
声 - 浪川大輔
左翼手。10月27日生まれ。恨みを晴らす「復讐屋」を営むオネエの男性。元は美容師だったが、恋人が殺されたことを機に「復讐屋」に転身した。普段は中洲でバー「Babylon」を経営している。ミサキの保護者としてはオネエであることを隠し、便宜上の苗字として「田中」を名乗っている。
幼いミサキを裏稼業に引き込むことには抵抗を覚え、最低限の手伝いしかさせなかったが、ある事件を機に彼女を復讐屋として育て上げる覚悟を決めた。
ミサキ
声 - 悠木碧
マネージャー。ジローの助手である女子小学生。元々はジローの仕事のターゲットの娘だったが、それまで虐待されていたことからジローには感謝している。そのことから小学生にしては冷めた思考を持ち、ジローやラーメンズ以外の人物とは積極的に関わろうとしない。ラーメンズの年配メンバーには敬称や「ちゃん」付けの愛称を付ける一方、林・榎田・大和ら若手は呼び捨てにしている。
実の親に捨てられたトラウマから居場所を求めており、そのことが裏稼業の手伝いをする原動力となっていた。一度将来を案じたジローにより里子に出されそうになるが、その際に巻き込まれた事件で間接的に殺人を行い、裏社会で生きる意思を示した。同時に少年野球を始め、将来はラーメンズの一員としてプレイすることを望んでいる。
ホセ・マルティネス
声 - 前野智昭
一塁手。8月13日生まれ。ドミニカ共和国出身の屈強な男性。表向きは整体師だが、本業はあらゆる手段で対象を痛めつける「拷問師」。ゲイ。
本名はアレハンドロ・ロドリゲス。幼少時から野球が好きでメジャーを夢見ていたが挫折し、メキシコの麻薬カルテルお抱えの殺し屋にまで身を落とす。しかし9年前に良心の呵責から組織の情報をCIAに渡し、組織壊滅に貢献した見返りとして証人保護プログラムを受け、新たな身分を得て博多に渡った。榎田とは6年ほど前からの付き合い。
大和（やまと）
声 - 松岡禎丞
右翼手。中州の西通りにあるホストクラブ「Adams」のホストだが、本業はスリ師。23歳。荒事は得意ではないが、スリの技術や人脈から情報収集を任されることが多い。林との初対面で彼から財布を抜き取った際に殴られ、ホセに復讐を依頼した。
佐伯（さえき）
声 - 平川大輔
三塁手。「佐伯美容整形クリニック」の院長を務める医師だが、裏では殺害後の遺体の処分を請け負う「死体屋」。七三分けで眼鏡をかけている温和な男性。
馬場たちには死体絡みの依頼を持ち込んだり、怪我の治療や死体を用いた偽装工作などで協力している。
重松（しげまつ）
声 - 浜田賢二
捕手。ベテランの刑事。腐敗している警察組織を憂いており、あえて自ら必要悪として裏社会に通じ、馬場たちと組み捜査情報提供や裏工作で協力している。
剛田 源造（ごうだ げんぞう）
声 - 廣田行生
監督。ラーメン屋台「源ちゃん」の大将で、業界でも有名な殺し屋の仲介屋でもある。
かつては伝説の殺し屋「G.G」として30年ほど活動していたが、腰を痛めて廃業し仲介屋になった。

### 北九州
猿渡 俊助（さるわたり しゅんすけ）
声 - 中村悠一
4月9日生まれ。殺人請負会社「マーダー・インク」の元社員。北九州市出身で、普段から北九州弁を話す。腕利きの殺し屋だが、「強い相手と戦いたい」という願望と仕事内容が相容れずに依願退職し地元である北九州市に帰省、再会した新田と組み殺し屋「サブマリン忍者」として活動している。また、地元の草野球チーム「小倉フライドウドンズ」にも投手として加わり、馬場とは本業と野球の両方で張り合っている。
得物は忍刀、手裏剣、クナイといった忍者にまつわるもので、さらにトレードマークとして頭巾を被っている。これらの装備は新田に提供されたもので、異名の由来は野球のアンダースローの要領で手裏剣を投げることから。
新田 巨也（にった なおや）
声 - 松風雅也
5月25日生まれ。気鋭の殺し屋コンサルタント。猿渡の高校時代の同級生で、同じ野球部でバッテリーを組んでいた。地元に戻ってきた猿渡をプロデュースしている。草野球でも「小倉フライドウドンズ」のチームメイトとして引き続きバッテリーを組む。
槙 小百合（まき さゆり）
声 - 大原さやか
馬場の元カノである殺し屋。妙齢の美女で、その容姿を利用して標的の懐に入り込み、毒などで始末することを得意とする。また、「小倉フライドウドンズ」のマネージャーでもある。
『百合の華には棘がある』では主人公を務めており、東京都新宿区に事務所を構える私立探偵となっている。

### その他
グエン
声 - 福田賢二
「マーダー・インク」本社所属の殺し屋で、新人教育や裏切り者の後始末を任されている。
福岡転勤後に消息を絶った斉藤を始末するため追ってきたが、林に撃退され、ラーメンズが手配した「斉藤そっくりに整形された替え玉」を掴まされた。
その後、刑務所から出所する元社員を消すため再び福岡を訪れるが、今度は馬場に獲物を横取りされた。
緋狼（フェイラン）
声 - 島﨑信長
中国人の殺し屋で、赤毛の短髪と左目の傷が特徴。
林とは殺し屋養成機関で共に切磋琢磨した相棒だったが、幼少期に親に売られた経験から内面はひどく歪んでおり、彼を裏切り殺そうとしたため返り討ちに遭った。このとき死亡したものと思われていたがかろうじて生存しており、仕事の傍ら林を探し続けていた。
松田 和夫（まつだ かずお）
声 - 山内健嗣
榎田の父親。現役の衆議院議員。政治家としてのし上がるために裏では後ろ暗いことにも手を出しており、8年前に榎田が逮捕されたときには大金でもみ消したうえで、八木に始末を命じ戸籍上死亡したことにした。榎田からは「息子を殺そうとした血も涙もない親」と思われていたが、実際には息子が政治家の家系に縛られず自由に生きられるようにあえて家から追い出した。なお、本人に対しても殺害を偽装したのは一種のお仕置きであり、2人の人柄をよく知る八木には「似たもの親子」と評されている。
八木（やぎ）
声 - 清川元夢
松田家に仕える使用人で、裏では主の敵を排除する殺し屋。
8年前に松田の命令を受け、榎田を殺すフリをして博多に逃がした。以降は消息を知らなかったが、仕事の依頼のため再会してからは近況を報告している。
メケ
道化師の青年。旅芸人だった父の虐待を受けて解離性同一性障害を患っており、メケとは後天的に生み出された別人格。
幼少期のトラウマから麻薬売買を行うヤクザや幼児虐待者を標的にするサイコキラーと化していたが、同じような境遇だったミサキと出会い、彼女の初めての友達となる。

## 既刊一覧
- 木崎ちあき（著）・一色箱（イラスト）、KADOKAWA〈メディアワークス文庫〉、全15巻
  - 『博多豚骨ラーメンズ』 2014年2月25日初版発行（同日発売[12]）、ISBN 978-4-04-866316-8
  - 『博多豚骨ラーメンズ2』 2014年9月25日初版発行（同日発売[13]）、ISBN 978-4-04-869009-6
  - 『博多豚骨ラーメンズ3』 2015年3月25日初版発行（同日発売[14]）、ISBN 978-4-04-865063-2
  - 『博多豚骨ラーメンズ4』 2015年8月25日初版発行（同日発売[15]）、ISBN 978-4-04-865387-9
  - 『博多豚骨ラーメンズ5』 2015年12月25日初版発行（同日発売[16]）、ISBN 978-4-04-865677-1
  - 『博多豚骨ラーメンズ6』 2017年3月25日初版発行（同日発売[17]）、ISBN 978-4-04-892832-8
  - 『博多豚骨ラーメンズ7』 2017年7月25日初版発行（同日発売[18]）、ISBN 978-4-04-893290-5
  - 『博多豚骨ラーメンズ8』 2017年12月22日初版発行（同日発売[19]）、ISBN 978-4-04-893589-0
  - 『博多豚骨ラーメンズ Extra Games』 2018年3月23日初版発行（同日発売[20]）、ISBN 978-4-04-893694-1
  - 『博多豚骨ラーメンズ9』 2020年2月25日初版発行（2月22日発売[21]）、ISBN 978-4-04-913085-0
  - 『博多豚骨ラーメンズ10』 2021年2月25日初版発行（同日発売[22]）、ISBN 978-4-04-913642-5
  - 『博多豚骨ラーメンズ11』 2022年2月25日初版発行（同日発売[23]）、ISBN 978-4-04-914235-8
  - 『博多豚骨ラーメンズ12』 2023年2月25日発売[24]、ISBN 978-4-04-914891-6
  - 『博多豚骨ラーメンズ13』 2024年4月25日発売[25]、ISBN 978-4-04-915741-3
  - 『博多豚骨ラーメンズ14』 2024年5月24日発売[26]、ISBN 978-4-04-915742-0
- 木崎ちあき（著）・カズアキ箱（イラスト） 『百合の華には棘がある』 KADOKAWA〈メディアワークス文庫〉、2022年5月25日初版発行（同日発売[27]）、ISBN 978-4-04-914414-7
- 木崎ちあき（著）・一色箱（イラスト）・成田良悟（原作・監修）・ヤスダスズヒト（原作キャラクターデザイン） 『デュラララ!!×博多豚骨ラーメンズ』KADOKAWA〈電撃文庫〉、2016年10月8日発売[28]、ISBN 978-4-04-892406-1

## 漫画
- 木崎ちあき（原作）・一色箱（キャラクターデザイン）・秋野キサラ（作画） 『博多豚骨ラーメンズ』 スクウェア・エニックス〈Gファンタジーコミックス〉、全2巻
  1. 2017年3月25日発売[29]、ISBN 978-4-7575-5231-9
  2. 2017年7月25日発売[30]、ISBN 978-4-7575-5429-0
- 木崎ちあき（原作）・一色箱（キャラクターデザイン）・長岡千秋（作画） 『博多豚骨ラーメンズ 第2幕』スクウェア・エニックス〈Gファンタジーコミックス〉、全2巻
  1. 2018年1月27日発売[31]、ISBN 978-4-7575-5609-6
  2. 2018年12月27日発売[32]、ISBN 978-4-7575-5967-7

## テレビアニメ
2017年7月にテレビアニメ化が発表され、2018年1月から3月までAT-X、TOKYO MXほかにて放送された。

### スタッフ
- 原作 - 木崎ちあき[5]
- 監督 - 安田賢司[5]
- シリーズ構成 - ヤスカワショウゴ[5]
- キャラクター原案 - 一色箱[5]
- キャラクターデザイン - 井上英紀[5]
- プロップデザイン - 渚美帆、石川寛貢
- 美術設定 - 高橋麻穂[11]
- 美術監督 - 滝口勝久[11]
- 色彩設計 - 谷本千絵[11]
- 撮影監督 - 岩崎敦[11]
- 編集 - 松本秀治[11]
- CGディレクター - 後藤浩幸[11]
- 音響監督 - 岩浪美和[5]
- 音楽 - 中川幸太郎[5]
- プロデュース - 川瀬浩平[11]、和田敦[11]
- プロデューサー - 土肥範子[11]、遠藤充香[11]、小澤文啓[11]、岡村武真[11]、瀬戸優[11]、金子広孝[11]、礒谷徳知[11]、大和田智之[11]
- アニメーションプロデューサー - 金子文雄[11]
- アニメーション制作 - サテライト[5]
- 製作 - 博多豚骨ラーメンズ[5]

### 主題曲
「ストレイ」
オープニングテーマ。作詞・作曲は岸田、編曲・歌は岸田教団&THE明星ロケッツ。
「DIRTY BULLET」
エンディングテーマ。作曲は織田祐亮、編曲・演奏はTRI4TH。
「DIRTY DROP」 / 「DIRTY ROSES」
それぞれ第4話、第9話で使用された挿入曲。作曲は織田祐亮、編曲・演奏はTRI4TH。

### 各話リスト
| 話数 | サブタイトル       | シナリオ         | 絵コンテ                 | 演出                      | 作画監督                                          | 総作画監督        |
| ---- | ------------------ | ---------------- | ------------------------ | ------------------------- | ------------------------------------------------- | ----------------- |
| #01  | プレイボール       | ヤスカワショウゴ | 安田賢司                 | 安田賢司                  | 長坂寛治、渚美帆 出野喜則                         | 井上英紀          |
| #02  | イレギュラー       | ヤスカワショウゴ | 安田賢司                 | 山本貴之                  | 大木比呂、細田沙織                                | 齋藤温子          |
| #03  | チームワーク       | ヤスカワショウゴ | 安田賢司                 | ながはまのりひこ          | たなべようこ、服部益美                            | 齋藤温子          |
| #04  | 9回裏ツーアウト    | ヤスカワショウゴ | 安田賢司                 | 西野武志                  | 二宮奈那子、内原茂 橋本純一、横山紗弓             | 齋藤温子          |
| #05  | トライアウト       | ヤスカワショウゴ | 安田賢司 江副仁美        | 山本貴之                  | 和田伸一、しまだひであき 櫛渕まなぶ               | 齋藤温子          |
| #06  | ピンチヒッター     | ヤスカワショウゴ | 安田賢司 玉田博          | 成田巧                    | 渚美帆、長坂寛治 宮西多麻子、式地幸喜             | 井上英紀          |
| #07  | リードオフマン     | 大西信介         | 倉川英揚                 | 清水一伸                  | 内原茂、大木比呂                                  | 齋藤温子          |
| #08  | トリックプレイ     | 大西信介         | 和田純一                 | ながはまのりひこ 山本貴之 | 服部益実、池谷祥明 芳賀亮、大木比呂               | 齋藤温子          |
| #09  | エンドラン         | 大西信介         | 安田賢司                 | 西野武志                  | 三島千枝、大木比呂                                | 齋藤温子          |
| #10  | ショートストップ   | ヤスカワショウゴ | 成田巧 山本貴之 江副仁美 | 山本貴之                  | 二宮奈那子、内原茂                                | 吉田巧介 長坂寛治 |
| #11  | 乱闘               | ヤスカワショウゴ | 倉川英揚                 | 神原敏昭 山本貴之         | たなべようこ、二宮奈那子 和田伸一、しまだひであき | 齋藤温子          |
| #12  | サヨナラホームラン | ヤスカワショウゴ | 小野勝巳                 | 成田巧 安田賢司           | 渚美帆、長坂寛治 式地幸喜、大木比呂 齋藤温子      | 井上英紀          |

### 放送局
| 放送期間                | 放送時間                     | 放送局      | 対象地域 | 備考                                 |
| ----------------------- | ---------------------------- | ----------- | -------- | ------------------------------------ |
| 2018年1月12日 - 3月30日 | 金曜 22:30 - 23:00           | AT-X        | 日本全域 | 製作参加 / CS放送 / リピート放送あり |
| 2018年1月13日 - 3月31日 | 土曜 0:30 - 1:00（金曜深夜） | TOKYO MX    | 東京都   | 製作参加                             |
|                         |                              | BS11        | 日本全域 | 製作参加 / BS放送 / 『ANIME+』枠     |
| 2018年1月18日 - 4月5日  | 木曜 3:35 - 4:05（水曜深夜） | TVQ九州放送 | 福岡県   |                                      |

| 配信開始日    | 配信時間                     | 配信サイト |
| ------------- | ---------------------------- | --- |
| 2018年1月13日 | 土曜 0:30 - 1:00（金曜深夜） | AbemaTV 新作TVアニメチャンネル |
| 2018年1月19日 | 金曜 22:30 - 23:00           | ニコニコ生放送 |
|               | 金曜 更新                    | ニコニコチャンネル GYAO! FOD バンダイチャンネル dアニメストア ひかりTV J:COMオンデマンド ビデオパス アニメ放題 U-NEXT Amazonビデオ ネットフリックス あにてれ PlayStation Video Rakuten TV DMM.com ビデオマーケット HAPPY!動画 ムービーフルPlus |
| 不明          | 不明                         | hulu |

### BD / DVD
| 巻 | 発売日        | 収録話         | 規格品番   | 規格品番   |
| 巻 | 発売日        | 収録話         | BD初回版   | DVD初回版  |
| -- | ------------- | -------------- | ---------- | ---------- |
| 1  | 2018年4月27日 | 第1話 - 第4話  | 1000708547 | 1000708548 |
| 2  | 2018年5月30日 | 第5話 - 第8話  | 1000708549 | 1000708551 |
| 3  | 2018年7月11日 | 第9話 - 第12話 | 1000708550 | 1000708552 |

## 舞台
2019年7月13日 - 同月21日の日程で、シアターサンモールで舞台化されている。脚本・演出は米山和仁。

### キャスト
- 馬場善治 - 近藤頌利（劇団Patch）
- 林憲明 - 竹中凌平
- 斉藤 - 安達勇人
- 榎田 - 戸田翔
- ジロー - 鵜飼主水
- ミサキ - 星守紗凪
- 重松 / 宗方（二役） - 佐藤弘樹
- ホセ・マルティネス - 新井將
- 大和 - 窪田翔
- 麗子 - 永瀬千裕
- 原田ユウスケ - 松田将希